# Satul Vechi, Teleorman
Satul Vechi este un sat în comuna Drăcșenei din județul Teleorman, Muntenia, România.